# Чемпіонат Європи з художньої гімнастики 2008
Чемпіонат Європи з художньої гімнастики 2008 пройшов з 5 по 7 червня в місті Турин, Італія.

## Медалісти
| Дисципліна         | Золото                | Срібло                | Бронза                |
| Особиста першість  | Особиста першість     | Особиста першість     | Особиста першість     |
| ------------------ | --------------------- | --------------------- | --------------------- |
| Абсолютна першість | Євгенія Канаєва (RUS) | Ганна Безсонова (UKR) | Ольга Капранова (RUS) |

## Медалісти (групові вправи), сеньйори
| Дисципліна          | Золото         | Срібло         | Бронза         |
| Групові вправи      | Групові вправи | Групові вправи | Групові вправи |
| ------------------- | -------------- | -------------- | -------------- |
| Групова першість    | Росія          | Білорусь       | Італія         |
| 5 скакалок          | Італія         | Білорусь       | Болгарія       |
| 3 обручі + 2 булави | Росія          | Італія         | Білорусь       |

## Медалісти (юніори)
| Дисципліна         | Золото                                                           | Срібло                                                      | Бронза                                                    |
| Команда            | Команда                                                          | Команда                                                     | Команда                                                   |
| ------------------ | ---------------------------------------------------------------- | ----------------------------------------------------------- | --------------------------------------------------------- |
| Командна першість  | Росія Дар'я Андронова Діана Боцієва Дар'я Дмитрієва Яна Луконіна | Білорусь Олександра Наркевич Ганна Рябцева Мелітіна Станюта | Україна Вікторія Мазур Тетяна Загородня Ганна Різатдінова |
| Особиста першість  |                                                                  |                                                             |                                                           |
| Вправа з скакалкою | Дар'я Андронова (RUS)                                            | Мелітіна Станюта (BLR)                                      | Цветеліна Стоянова (BUL)                                  |
| Вправа з обручем   | Олександра Наркевич (BLR)                                        | Діана Боцієва (RUS)                                         | Габріель Кірова (BUL)                                     |
| Вправа з стрічкою  | Дар'я Дмитрієва (RUS)                                            | Мелітіна Станюта (BLR)                                      | Федеріка Феббо (ITA)                                      |
| Вправа з м'ячем    | Яна Луконіна (RUS)                                               | Боянка Ангелова (BUL)                                       | Ганна Рябцева (BLR)                                       |

## Медальний залік
| Місце               | Країна              | Золото | Срібло | Бронза | Загалом |
| ------------------- | ------------------- | ------ | ------ | ------ | ------- |
| 1                   | Росія (RUS)         | 7      | 1      | 1      | 9       |
| 2                   | Білорусь (BLR)      | 1      | 5      | 2      | 8       |
| 3                   | Італія (ITA)        | 1      | 1      | 2      | 4       |
| 4                   | Болгарія (BUL)      | 0      | 1      | 3      | 4       |
| 5                   | Україна (UKR)       | 0      | 1      | 1      | 2       |
| Загалом (5 збірних) | Загалом (5 збірних) | 9      | 9      | 9      | 27      |

## Зовнішні посилання
- FIG official site